# Correcaminos UAT
Club de Fútbol Correcaminos de la Universidad Autónoma de Tamaulipas (UAT) – meksykański klub piłkarski z siedzibą w mieście Ciudad Victoria, stolicy stanu Tamaulipas. Występuje w rozgrywkach Liga de Expansión MX. Domowe mecze rozgrywa na obiekcie Estadio Marte R. Gómez.
Klub został założony w 1980 roku i w swojej historii występował w Primera División (1987–1995).

## Aktualny skład
Stan na 11 kwietnia 2025.
| Nr | Poz. | Piłkarz              |
| -- | ---- | -------------------- |
| 1  | OB   | Rubén Castellanos    |
| 2  | OB   | Iván Pineda          |
| 3  | OB   | Joaquín Pereyra      |
| 5  | OB   | Juan Manuel Capeluto |
| 7  | PO   | Daniel Cisneros      |
| 9  | NA   | Alonso Flores        |
| 10 | PO   | Giovani Hernández    |
| 11 | OB   | Yaír Espinosa        |
| 13 | PO   | Gerardo Moreno       |
| 15 | OB   | Aarón Salazar        |
| 16 | NA   | Omar Rosas           |
| 17 | PO   | Francisco Tede       |

| Nr | Poz. | Piłkarz           |
| -- | ---- | ----------------- |
| 19 | NA   | Sergio Treviño    |
| 20 | OB   | Joaquín Estopier  |
| 21 | OB   | Rodrigo González  |
| 23 | NA   | Diego Hernández   |
| 27 | NA   | Joel Martínez     |
| 28 | OB   | Marco López       |
| 30 | PO   | Alexis Villarreal |
| 31 | NA   | Fabián Salas      |
| 32 | OB   | Edson Acuña       |
| 33 | NA   | Miguel Zapata     |
| 34 | NA   | Héber Velázquez   |
| 35 | BR   | Luis Chávez       |